# Lúcio Vipsânio Agripa
Lúcio Vipsânio Agripa (em latim: Lucius Vipsanius Agrippa) foi o pai do político e general romano Marco Vipsânio Agripa, da distinta Vipsânia Pola e de outro Lúcio Vipsânio Agripa.
A família de Lúcio Vipsânio era originária da zona rural italiana e tinha origens plebeias humildes. Apesar de conseguir o estatuto de equestre e enriquecer, a aristocracia romana os considerava pouco importantes e brutos. Pouco se sabe sobre Lúcio exatamente.
O Panteão, construído pelo imperador romano Adriano em 118 substituiu um templo muito menor construído pelo filho dele, Marco, depois de ter sido cônsul pela terceira vez. O nome dos dois está inscrito no edifício.